# Allium bajtulinii
Allium bajtulinii là một loài thực vật có hoa trong họ Amaryllidaceae. Loài này được Baitenov & I.I.Kamenetskaya mô tả khoa học đầu tiên năm 1990.